# Piracicaba (tiểu vùng)
Piracicaba là một tiểu vùng thuộc bang São Paulo, Brasil. Tiều vùng này có diện tích 3790 km², dân số năm 2007 là 491429 người.